# Beshalach
Beshalach, Beshallach, Beshalah ou B'shallach (בְּשַׁלַּח - hebraico para "quando [ele] soltou", a segunda palavra e a primeira palavra distintiva na parashah) é a décima sexta porção semanal da Torá (פָּרָשָׁה, parashah) no ciclo anual judaico da leitura Torá e a quarta no livro do Êxodo. Ela constitui Êxodo 13:17 à Êxodo 17:16. O judeus a leem no décimo-sexto shabat após a Simchat Torá, geralmente em Janeiro ou Fevereiro.

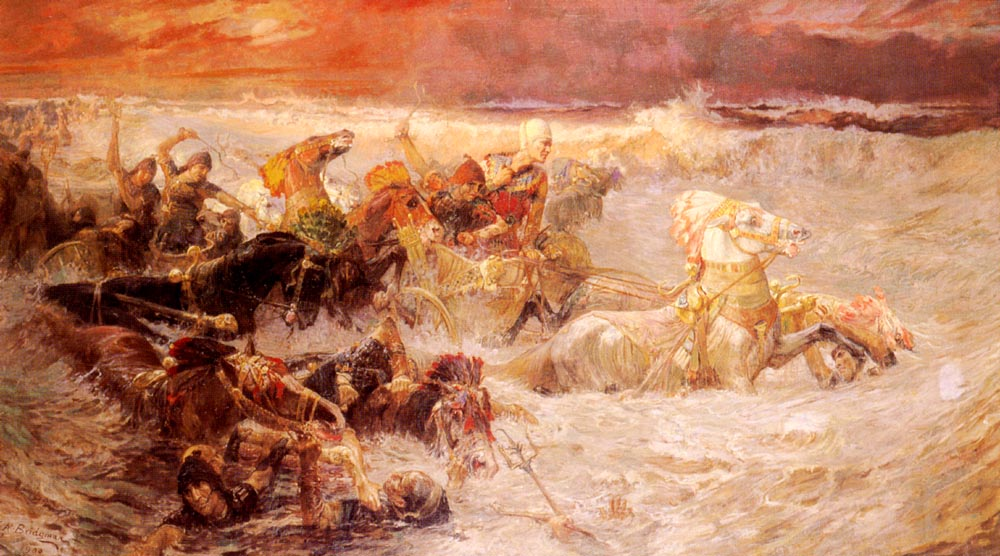
Exército do Faraó engolido pelo Mar Vermelho (pintura de 1900 de Frederick Arthur Bridgman)